# Погариська сільська рада
Пога́риська сільська́ ра́да — адміністративно-територіальна одиниця та орган місцевого самоврядування в Жовківському районі Львівської області. Адміністративний центр — село Погарисько.

## Загальні відомості
Погариська сільська рада утворена в 1993 році.
- Територія ради: 16,15 км²
- Населення ради: 1272 особи (станом на 2001 рік)
- Територією ради протікають річки Мощанка, Маруся

## Населені пункти
Сільській раді підпорядковані населені пункти:
- с. Погарисько
- с. Думичі

## Склад ради
Рада складається з 12 депутатів та голови.
- Голова ради: Солтис Михайло Васильович
- Секретар ради: Свистіль Марія Олексіївна

### Керівний склад попередніх скликань
| Прізвище, ім'я, по батькові | Основні відомості                                                 | Дата обрання | Дата звільнення |
| --------------------------- | ----------------------------------------------------------------- | ------------ | --------------- |
| Максимик Юрій Михайлович    | Сільський голова, 1968 року народження, безпартійний              | 26.03.2006   | 31.10.2010      |
| Мацевко Микола Миколайович  | Сільський голова, 1970 року народження, освіта вища, безпартійний | 31.10.2010   | 25.10.2015      |
| Солтис Михайло Васильович   | Сільський голова, 1989 року народження, освіта вища, безпартійний | 25.10.2015   |                 |

Примітка: таблиця складена за даними сайту Верховної Ради України та ЦВК

### Депутати VII скликання
За результатами місцевих виборів 2015 року депутатами ради стали:

#### За суб'єктами висування
| Суб'єкт висування | Кількість обраних депутатів | %      |
| ----------------- | --------------------------- | ------ |
| Самовисування     | 12                          | 100.00 |

#### За округами
| № округу | Прізвище, ім'я, по батькові | Ким висунуто  | Дата нар.  | Освіта              | Партійна приналежність | Відомості                                                     |
| -------- | --------------------------- | ------------- | ---------- | ------------------- | ---------------------- | ------------------------------------------------------------- |
| 1        | Свистіль Марія Олексіївна   | Самовисування | 29.05.1973 | професійно-технічна | безпартійна            | Погариська сільська рада, секретар                            |
| 2        | Романець Андрій Ярославович | Самовисування | 11.11.1994 | професійно-технічна | безпартійний           | тимчасово не працює                                           |
| 3        | Романець Ярослав Павлович   | Самовисування | 29.04.1968 | професійно-технічна | безпартійний           | тимчасово не працює                                           |
| 4        | Черник Михайло Михайлович   | Самовисування | 26.01.1963 | професійно-технічна | безпартійний           | Приватний підприємець, керівник                               |
| 5        | Милькус Марія Михайлівна    | Самовисування | 01.12.1976 | професійно-технічна | безпартійна            | с. Погарисько, бібліотекар                                    |
| 6        | Шумило Марія Іванівна       | Самовисування | 01.01.1974 | професійно-технічна | безпартійна            | с. Думичі, завідувачка ФАПу                                   |
| 7        | Солтис Володимир Васильович | Самовисування | 29.07.1997 | професійно-технічна | безпартійний           | Національний лісотехнічний університет України, студент       |
| 8        | Солдат Мар'яна Степанівна   | Самовисування | 19.08.1979 | вища                | безпартійна            | Прогариська сільська рада, землевпорядник                     |
| 9        | Сало Іван Іванович          | Самовисування | 25.01.1990 | професійно-технічна | безпартійний           | Підприємець «Дзюнька В. Я.», водій                            |
| 10       | Мацевко Андрій Васильович   | Самовисування | 30.05.1994 | професійно-технічна | безпартійний           | тимчасово не працює                                           |
| 11       | Нижник Мар'ян Іванович      | Самовисування | 23.09.1992 | професійно-технічна | безпартійний           | тимчасово не працює                                           |
| 12       | Пилипець Іван Васильович    | Самовисування | 27.06.1996 | професійно-технічна | безпартійний           | Львів.коледж державного університету телекомунікацій, студент |